# Shimon Slavin
Shimon Slavin (nacido el 17 de mayo de 1941) es un profesor de medicina israelí. Slavin fue pionero en la inmunoterapia mediada por linfocitos de donantes alogénicos y en métodos innovadores para el trasplante de células madre para curar enfermedades malignas hematológicas y tumores sólidos. También utilizó células madre hematopoyéticas para inducir tolerancia al trasplante de injertos de médula ósea y órganos alogénicos.
Más recientemente, Slavin ha estado trabajando en el uso de células madre mesenquimales (CMM) en medicina regenerativa para el tratamiento de trastornos neurológicos, sistémicos y ortopédicos.
Actualmente, Slavin se desempeña como director médico y científico del Centro Internacional de Bioterapia para la Inmunoterapia del Cáncer Innovadora y Medicina Celular en Tel Aviv, Israel, y como director médico en Superinfection, una empresa de biotecnología en Budapest, Hungría.

## Educación y trabajo clínico
Slavin se graduó de la Escuela de Medicina de la Universidad Hebrea de Jerusalén y recibió su título de médico en 1967. Se desempeñó como médico en la Unidad de Buceadores de la Armada Israelí hasta 1970. De 1970 a 1975, se capacitó en el Departamento de Medicina Interna de la Universidad Hebrea de Jerusalén.
De 1975 a 1978, Slavin se formó en inmunología clínica/reumatología en la División de Inmunología de la Escuela de Medicina de la Universidad Stanford. En 1978, se capacitó en trasplante de médula ósea clínico bajo la dirección del fallecido E.D. Thomas en el Centro de Investigación del Cáncer Fred Hutchinson en Seattle, Washington.
Al regresar a Jerusalén, abrió el primer Centro de Trasplante de Médula Ósea en el Hospital Universitario Hadassah, el cual fue posteriormente reconocido como el Centro Nacional de Trasplante de Médula Ósea e Inmunoterapia del Cáncer de Israel.

## Logros clínicos
A principios de 1987, Slavin introdujo el concepto de inmunoterapia contra el cáncer utilizando infusión de linfocitos de donantes (ILD) para el tratamiento y prevención de enfermedades recurrentes. También fue pionero en el uso de inmunoterapia celular adaptativa alogénica y linfocitos activados por citoquinas tanto para tratar como para prevenir la recaída tras el trasplante de células madre alogénicas y autólogas para malignidades hematológicas y tumores sólidos.
Estas observaciones confirmaron los beneficios terapéuticos de la terapia celular y llevaron al desarrollo de nuevos conceptos para tratar malignidades hematológicas y tumores sólidos. El enfoque se centró en utilizar el trasplante de células madre bien tolerado, no mieloablativo, como una plataforma para la terapia celular del cáncer, dirigiendo células NK contra células malignas resistentes a la quimioterapia. Utilizando procedimientos desarrollados por Slavin y su equipo, el tratamiento del cáncer se basa en un enfoque más benigno en lugar de un tratamiento agresivo con quimioterapia convencional. Este enfoque está asociado con una reducción de la toxicidad y mortalidad relacionada con el procedimiento, tanto inmediata como a largo plazo, y tiene como objetivo la eliminación selectiva de todas las células malignas, incluidas las células madre cancerosas.

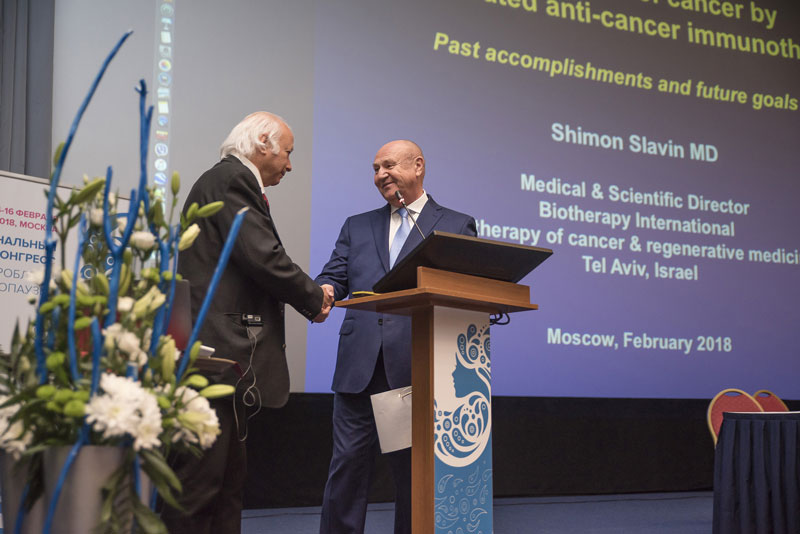
Slavin con el fisiopatólogo ruso Sukhikh en la conferencia internacional de oncología celebrada en Moscú en 2017

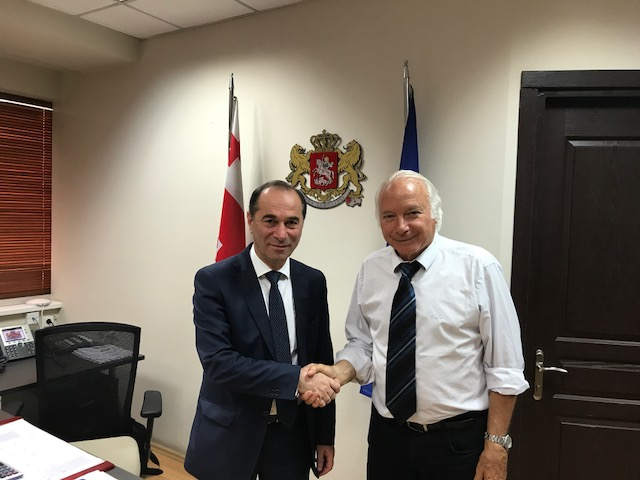
Reunión con Zaza Sopromadze, Viceministro de Sanidad de Georgia en 2017

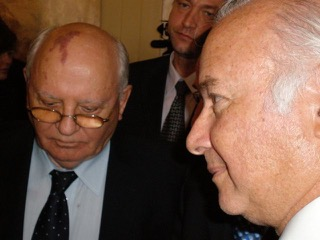
Slavin con Mijail Gorbachov, último dirigente de la Unión Soviética

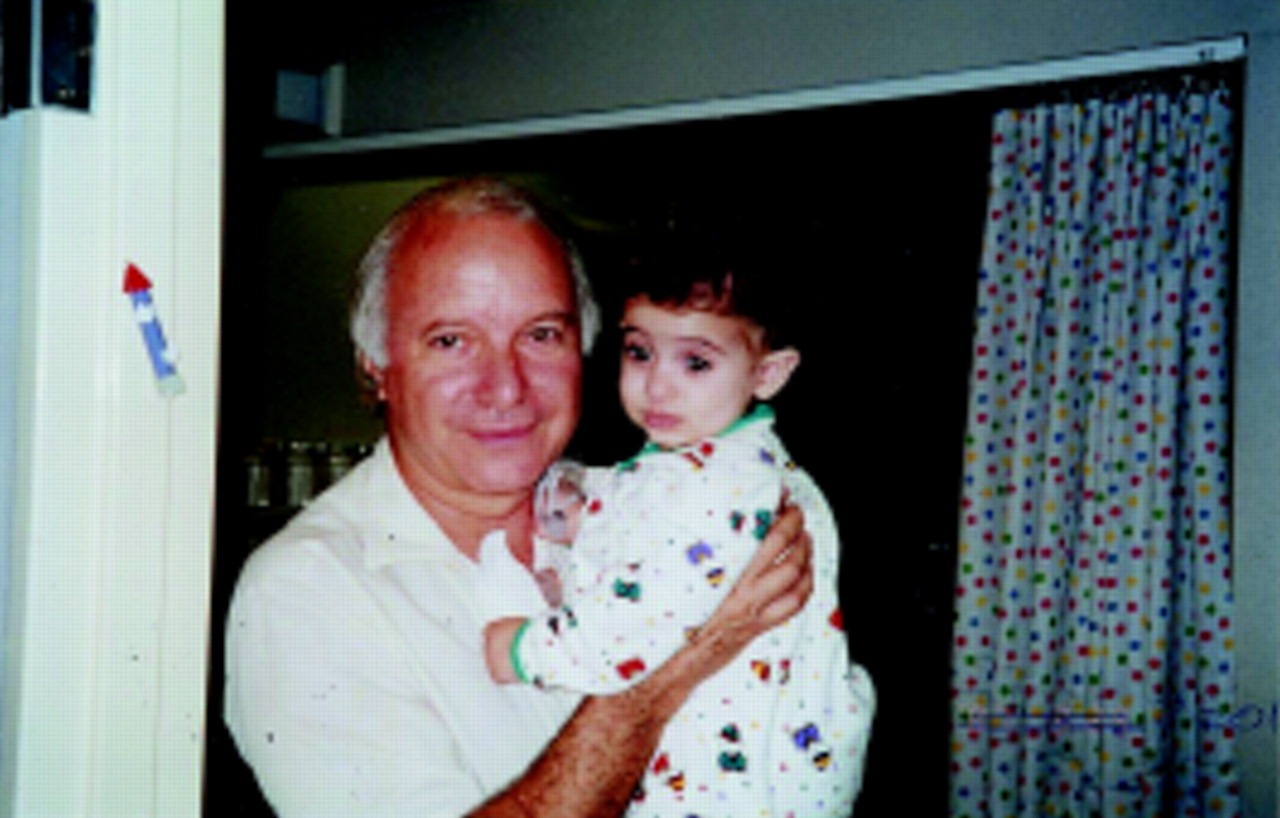
Slavin con Baby Salsabil. Primer tratamiento con éxito para «bebés burbuja».

Como regla general, el tratamiento del cáncer se centra en un enfoque de dos pasos: la reducción del tumor utilizando modalidades convencionales e innovadoras, seguida de la inmunoterapia de la enfermedad residual mínima. El tratamiento innovador de régimen de intensidad reducida (RIR) o el trasplante de células madre no mieloablativo (NST) fue iniciado  por Slavin para conseguir un trasplante de células madre más seguro en el tratamiento de trastornos malignos y no malignos con riesgo de muerte que pueden ser corregidos mediante el uso de células madre. La inmunoterapia postrasplante se indica para todos los pacientes que la necesiten. RIR o NST permite un trasplante de células madre curativo mucho más seguro para cada paciente, independientemente de la edad, incluidos aquellos con condiciones clínicas menos óptimas que no serían elegibles para un trasplante de células madre mieloablativo estándar.
Baxter International reconoció el potencial de la terapia celular y firmó un acuerdo que resultó en una inversión significativa con Slavin en el Centro Médico Hadassah. Esta inversión tenía como objetivo desarrollar nuevos enfoques basados en la terapia celular para el tratamiento del cáncer, enfermedades autoinmunes y trasplante de órganos. Estos enfoques se centraron en nuevos métodos de regulación en lugar de la supresión no específica del sistema inmunológico. Como resultado, el centro de investigación de Slavin fue establecido por Baxter International, con sede en Chicago, EE. UU., y también apoyado por el Centro de Investigación de Leucemia Danny Cunniff. Slavin fue el fundador y director de este centro de investigación desde 1994 hasta 2007.
Slavin, junto con su equipo, utilizó un vector proporcionado por el Hospital San Raffaele en Milán para ser pionero en el primer uso exitoso de la terapia génica para el tratamiento de un bebé con inmunodeficiencia combinada severa por deficiencia de adenosina deaminasa en 2002. El bebé, tras ser tratado, ha permanecido libre de la enfermedad durante más de 16 años sin necesidad de requerir tratamiento adicional. El mismo procedimiento fue utilizado con éxito por el equipo de Milán para tratar a muchos pacientes adicionales, todos los cuales fueron curados por terapia génica.
Más recientemente, Slavin introdujo la inmunoterapia anticancerígena personalizada, centrándose en el uso de linfocitos de donantes activados dirigidos contra el cáncer con anticuerpos monoclonales y biespecíficos. Este enfoque elimina eficazmente el cáncer mientras induce una inmunidad anticancerígena duradera para prevenir la enfermedad recurrente. La innovadora inmunoterapia celular ahora se aplica en otros centros para tratar cánceres que, de otro modo, serían resistentes, incluidos pacientes con cáncer de mama triple negativo.
En paralelo con las crecientes actividades del centro de Slavin y su impacto internacional en la terapia celular, se desarrollaron nuevos enfoques para la inducción de la tolerancia al trasplante del injerto contra el huésped y del huésped contra el injerto, con el objetivo de desarrollar métodos mejorados para el trasplante alogénico de sangre o médula, así como el trasplante de injertos celulares y de órganos perfundidos. Inicialmente, Slavin fue pionero en el uso de anticuerpos monoclonales anti-CD52 (Alemtuzumab, ahora aprobado por la FDA como Lemtrada) para la prevención de la enfermedad injerto contra huésped (EICH), la complicación más grave del trasplante de células madre alogénico, y más tarde para el tratamiento de la leucemia linfocítica crónica (LLC) y la esclerosis múltiple. Posteriormente, Slavin introdujo el concepto de depleción postrasplante de linfocitos reactivos del huésped contra el injerto y del injerto contra el huésped, con la inducción de tolerancia bilateral al trasplante. Estos descubrimientos hicieron posible extender el uso del trasplante de células madre alogénico utilizando donantes haploidénticos en lugar de donantes completamente compatibles, lo que permitió un trasplante de células madre alogénico más seguro para cada paciente que lo necesite con malignidades hematológicas y tumores sólidos, así como para la inducción de tolerancia al trasplante de injertos de órganos. En paralelo, Slavin introdujo nuevos enfoques para el tratamiento de enfermedades autoinmunes que amenazan la vida, basados en el trasplante de células madre hematopoyéticas autólogas o, más recientemente, utilizando células madre mesenquimales (CMM) para regular la autorreactividad inflamatoria en trastornos neuroinflamatorios y neurodegenerativos, enfocándose en la esclerosis múltiple.
Basándose en la experiencia acumulada con la terapia celular, en los últimos años, Slavin y su equipo también se han centrado en el uso de células madre mesenquimales derivadas de médula ósea, tejido adiposo o tejido de placenta y cordón umbilical para la medicina regenerativa, siendo pioneros en el uso de CMM para el tratamiento de indicaciones ortopédicas, incluida la reparación de cartílago y la formación de nuevo hueso, así como para la reparación de la función renal, además del tratamiento continuo de trastornos neuroinflamatorios, neurodegenerativos y trastornos neurológicos traumáticos.

## Contribuciones científicas
Las principales investigaciones y descubrimientos clínicamente aplicados de Slavin se reflejan en más de 600 artículos publicados y más de 900 presentaciones científicas nacionales e internacionales, lo que resultó en un impacto global en varias disciplinas, principalmente relacionadas con la terapia celular para tratar trastornos malignos y no malignos. La inmunoterapia del cáncer mediante linfocitos de donantes ha permitido tratar malignidades hematológicas que de otro modo serían resistentes y tumores sólidos metastásicos específicos en pacientes con cáncer resistente a múltiples fármacos.
La eficacia única de los linfocitos de donantes intencionadamente desajustados, utilizando células NK activadas antes y después de la infusión celular, se tradujo en un nuevo paradigma para la terapia celular del cáncer basado en el uso de la circulación transitoria de linfocitos de donantes no injertantes dirigidos contra la enfermedad residual mínima como un nuevo enfoque para la posible cura del cáncer en una etapa temprana de la enfermedad.
La introducción de NST y RIR ha permitido proporcionar trasplantes curativos de células madre para un gran número de pacientes que lo requieren, sin restricciones de edad, incluidos aquellos en un estado de rendimiento deficiente que de otro modo no serían candidatos para un trasplante alogénico mieloablativo convencional. El uso de NST y RIR ofreció un enfoque seguro para el trasplante en pacientes susceptibles a un acondicionamiento cito-reductivo convencional, incluidos pacientes mayores, aquellos con Anemia de Fanconi y enfermedad granulomatosa crónica.
Más adelante, la introducción del concepto de depleción postrasplante de linfocitos aloreactivos mediante ciclofosfamida por parte del equipo de Slavin hizo posible proporcionar un procedimiento de trasplante relativamente seguro y no costoso para pacientes sin donante compatible disponible, utilizando a un familiar haploidéntico.
Slavin aplicó el mismo principio para la inducción exitosa de la tolerancia al trasplante de injertos de órganos, el cual fue realizado con éxito para el primer receptor de un injerto renal que ha estado vivo y en buen estado durante más de 10 años. Las observaciones del equipo de Slavin, que indican que la reinducción de la auto-tolerancia podría ser inducida mediante un tratamiento linfoablativo seguido de un trasplante de células madre autólogas, proporcionaron la base para el uso de un enfoque similar en el tratamiento exitoso de pacientes con trastornos autoinmunes que amenazan la vida, incluidos la esclerosis múltiple y el lupus eritematoso sistémico.
En 1977, Slavin descubrió el primer modelo animal de leucemia/linfoma de células B (BCL1), lo que proporcionó una oportunidad para comprender mejor la biología de las células B y desarrollar nuevas estrategias terapéuticas basadas en el modelo animal preclínico.
Junto con el Dr. Herman Waldmann, Slavin fue el primero en introducir el uso de un anticuerpo monoclonal anti-CD52 (CAMPATH-1; Alemtuzumab, actualmente Lemtrada), el cual Slavin utilizó inicialmente para la prevención de la enfermedad injerto contra huésped (EICH) y posteriormente por otros para la prevención y tratamiento del rechazo de injertos, y que fue aprobado por la FDA para el tratamiento de la esclerosis múltiple.
El éxito inicial de Slavin al aplicar células madre mesenquimales(CMM) derivadas de médula ósea para el tratamiento de trastornos neuroinflamatorios y neurodegenerativos, junto con el profesor Karussis, proporcionó la base para el uso de CMM diferenciadas in vitro y posiblemente para la futura aplicación de productos secretorios de CMM, como vesículas extracelulares y exosomas.

## Vida personal
Shimon Slavin nació en Tel Aviv en 1941, pero vivió en Jerusalén entre 1946 y 2007. Slavin está casado y es padre de tres hijos.